# Es war nicht die Nachtigall
Es war nicht die Nachtigall ist eine deutsche Erotik-Filmromanze von Sigi Rothemund aus dem Jahre 1974 mit Sylvia Kristel in der Hauptrolle.

## Handlung
Im Mittelpunkt der wenig handlungsreichen Story steht eine Initiationsgeschichte mit einem sexuell noch recht unerfahrenen, jungen Mann als Handlungsträger. Pauli heißt der pubertierende Sohn des reichen Geschäftsmannes und Playboys Ralph. Der Oberprimaner soll den Sommer in südlichen Gefilden bei seinem Vater in einer Villa an einem See in herrlicher Umgebung verbringen und ist auf der Suche nach sich selbst und erotischen Abenteuern. Pauli will wissen, wer er ist, will endlich die große Liebe finden oder wenigstens seine ersten sexuellen Erfahrungen machen. Am besten beides. Auf der Zugfahrt zum Vater lernt Pauli die attraktive Yvonne kennen, in deren Abteil er sich sofort setzt, nachdem er einen Blick in den Ausschnitt der schlafenden Schönen riskiert hat. Wenig später entschwindet die Schöne und hat Sex mit einem fremden Mann auf der Zugtoilette. Pauli ist wie vom Donner gerührt, als nicht nur er am Bahnhof von seinem Vater abgeholt wird, sondern auch sie. Keine Frage: Die untreue Yvonne ist ganz offensichtlich die Geliebte des eigenen Vaters.
Die Stimmung in der Villa am See ist von Anbeginn sexuell aufgeheizt, auch Frauen treiben es miteinander. Beim Schwimmen im nahegelegenen See lernt Pauli die junge, hübsche Andrea kennen. Beide beginnen sich gut zu verstehen und Andrea weiß, wie man Pauli mit nur wenigen Tricks verführt. Als ein Kumpel Paulis während beider Bootsausflug mit Andrea an ihr herumzufummeln beginnt, kocht in Pauli die Eifersucht hoch, und der Konkurrent fliegt über Bord. Pauli benutzt das Motorboot als Waffe und saust an dem im Wasser strampelnden dicklichen, jungen Mann immer knapp vorbei, bis dieser plötzlich nicht mehr auftaucht. Noch in der Nacht sucht die Wasserpolizei nach dem Abgetauchten. Schließlich wird er aus dem Wasser gezogen. Pauli ist derart gefühlsverwirrt, dass er, nachdem er Andrea in luftigem Dress beim Federballspiel zugeschaut hat, wie von Sinnen über das Hausmädchen der Villa herfällt und sie zum Sex zwingen will. Erst der herbei eilende Vater kann eine drohende Vergewaltigung verhindern.
Am darauffolgenden Tag unternehmen der Vater mit seiner Geliebten und Pauli mit seiner neuen Freundin einen Ausflug nach Verona. Während eines Besuchs im dortigen Kolosseum verdrücken sich Ralph und Andrea und haben Sex miteinander. Pauli erwischt die beidem beim Koitus und läuft völlig verwirrt davon und zurück ins Hotel. Dort hat sich Yvonne geschminkt und aufgebrezelt und beginnt den verzweifelten Pauli erst zu trösten, dann zu verführen. Wieder zurück in der Villa, lässt Pauli Andrea beim Tennisspiel deutlich spüren, wie enttäuscht er von ihr ist, indem er sie regelrecht über den Platz jagt. Schließlich kommt es zwischen den beiden jungen Leuten zur Versöhnung und noch auf dem Tenniscourt schlafen die beiden endlich miteinander. Die Ferien sind vorbei, und Pauli tritt die Heimreise an. Wie auch Yvonne. Diesmal sind es die beiden, die im Zug Sex miteinander haben.

## Produktionsnotizen
Es war nicht die Nachtigall, auch bekannt unter dem Titel Der Liebesschüler, entstand im Sommer 1974 in Verona und am Wörthersee und wurde am 28. November 1974 uraufgeführt. Später wurde der Film unter dem Titel Die Nichte der O. neu herausgebracht.
Erich Tomek übernahm die Herstellungsleitung, Robert Fabiankovich sorgte für die Ausstattung, Otto Retzer hatte die Aufnahmeleitung.

## Trivia
Hauptdarstellerin Sylvia Kristel war im selben Jahr (1974) mit der Titelrolle in dem Erotikstreifen Emanuela zu Filmruhm gekommen. Auch ihr Co-Star Jean-Claude Bouillon war in Deutschland kein Unbekannter mehr. Zwei Jahre zuvor lief mit großem Erfolg in der ARD der deutsche Kimimehrteiler Alexander Zwo mit ihm in der Hauptrolle an.
Der Filmtitel Es war nicht die Nachtigall ist eine literarische Anspielung an einen legendären Dialoghalbsatz („Es war die Nachtigall und nicht die Lerche“) in der berühmten Liebesnachtszene von Romeo und Julia des gleichnamigen Shakespeare-Dramas. Während des Besuchs in Verona stellt Sylvia Kristel als Reverenz gegenüber Shakespeare sogar die Balkonszene nach.

## Kritiken
Im Lexikon des Internationalen Films heißt es: „Hinter hohen Ansprüchen verbirgt sich ein mit Sexeinlagen drapierter und nur selten von Ironie durchsetzter Groschenroman.“
In Folge 013 ihres gemeinsamen Video Archives Podcast äußerten sich Quentin Tarantino und Roger Avary lobend über den Film und vergleichen ihn mit den sommerlichen Komödien von Eric Rohmer.